# 大井恒行
大井 恒行（おおい つねゆき、1948年12月15日 - ）は、山口県山口市出身の俳人。
1967年、立命館大学俳句会に入会。赤尾兜子に師事し「渦」に投句、また「俳句評論」句会にも出席。1980年、攝津幸彦らとともに「豈」創刊に参加。1988年、総合誌『俳句空間』（弘栄堂書店）の編集長に就任、1993年まで務める。代表句に「針は今夜かがやくことがあるだろうか」等。2025年、句集『水月伝』により、第80回現代俳句協会賞受賞。「豈」同人。現代俳句協会会員。

## 著書

### 句集
- 秋ノ詩
- 風の銀漢
- 大井恒行句集
- 水月伝

### その他
- 本屋戦国記
- 新俳句入門

### 共著
- 二十一世紀俳句ガイダンス
- 悪魔の俳句辞典
- 時計の振り子、風倉匠
- 現代俳句の精鋭